# Pozorovatelný vesmír

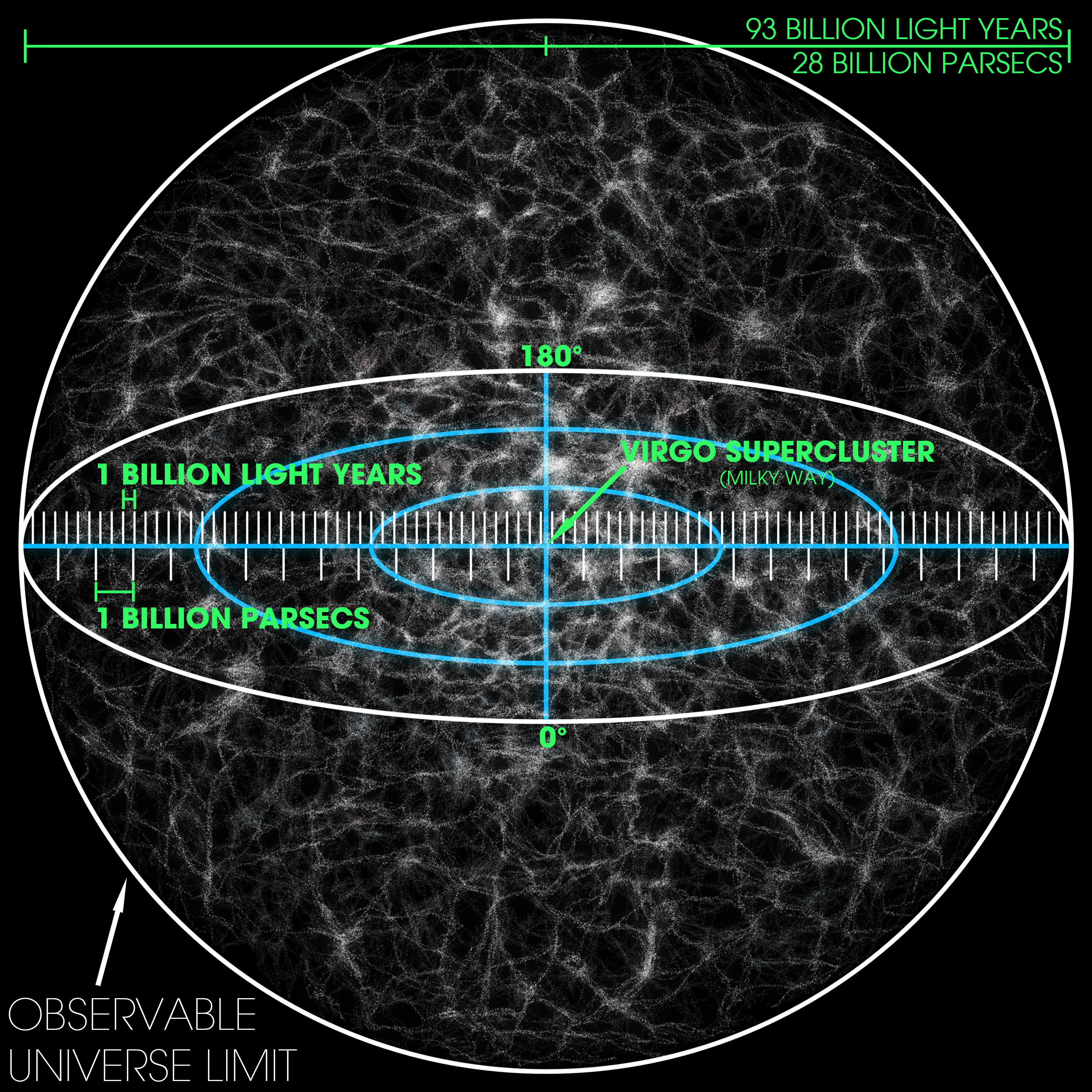
Vizualizace pozorovatelného vesmíru o průměru cca 91,280 miliard světelných let, tedy 28 miliard parseků. Mléčná dráha je v centru.

Pozorovatelný vesmír je kulová část vesmíru, ze které mohlo od vzniku vesmíru na planetu Zemi doputovat nějaké elektromagnetické záření. V současnosti je průměr pozorovatelného vesmíru odhadován na 93 miliard světelných let. Velikost této oblasti ovlivňuje zejména stáří vesmíru, prostupnost vesmíru pro elektromagnetické záření a rozpínání vesmíru.
Kromě pozorování elektromagnetického záření existují další, mladé metody zkoumání vesmíru, neutrinová a gravitační astronomie. Protože rychlost světla je obecněji konečná rychlost šíření informace, není možné těmito metodami překonat hranici pozorovatelného vesmíru.  

## Určování velikosti pozorovatelného vesmíru
Pro určení velikosti pozorovatelného vesmíru je třeba určit, jaké jsou nejvzdálenější zdroje záření, od kterých k nám záření nejdéle putovalo a urazilo rychlostí světla nejdelší dráhu. Jsou to zdroje nejstaršího pozorovaného světla z velmi mladého vesmíru, které k pozorovateli letělo po téměř celou dobu existence vesmíru.
Nelze pozorovat vesmír v době velkého třesku, kdy měl formu hustého neprůhledného plazmatu. Teprve na jeho konci (trval jen cca 380 tisíc let) se vytvořily první atomy, vesmír se stal pro záření průhledný a záření se oddělilo od hmoty. Toto záření pozůstalé po velkém třesku se proto nazývá reliktní záření nebo kosmické pozadí. Vlnová délka tohoto záření je v důsledku rozpínání vesmíru výrazně prodloužena rudým posuvem. Z velikosti rudého posuvu lze určit stáří tohoto světla a tím i stáří vesmíru na 13,8 miliardy let.
Nejstarší pozorovatelné záření tedy k Zemi od velkého třesku uletělo vzdálenost 13,8 miliard světelných roků. A protože to platí ve všech směrech, je toto číslo zdánlivý poloměr pozorovatelného vesmíru. Jen zdánlivý, protože vesmír není stacionární, ale od počáteční hustého stavu se neustále rozpíná a vzdálenost mezi libovolnými dvěma body se neustále zvětšuje. To platí i o trajektorii, po které se pohybuje záření, během letu světla z bodu A do bodu B se tyto body vzdalují. Proto částice, ze kterých pochází dnes pozorované reliktní záření, se v okamžiku jeho vyzáření nacházely přibližně jen 40 miliónů světelných let od bodu v prostoru, kde se nyní nachází Země. Během pohybu záření se nezvětšovala jen vzdálenost do „cílového“ bodu, ale i vzdálenost počátečního bodu, tedy vzdálenost, kterou už záření uletělo. Proto se tyto body nyní nachází ve vzdálenosti cca 46 miliard světelných let, přestože světlo uletělo kratší vzdálenost. Pozorovatelný vesmír tedy tvoří koule o průměru dvojnásobku této hodnoty.
Mezi kosmickým pozadím z doby velkého třesku a nejvzdálenějšími pozorovatelnými vesmírné objekty je mezera, protože po velkém třesku byl vesmír temný a trvalo několik set milionů let, než vznikly první svítící hvězdy a galaxie. Ty jsou tedy o něco mladší a světlo z nich putovalo z menší vzdálenosti.

## Pozorování nejvzdálenějšího vesmíru
V roce 2011 prezentovali vědci NASA doposud nejvzdálenější pozorovaný objekt (UDFj-39546284). Záření z něj k nám putovalo 13,2 miliardy let. Hubbleovo ultra hluboké pole představuje nejvzdálenější pozorovanou oblast, kterou vyfotografoval Hubbleův vesmírný dalekohled.
Na pozorování nejvzdálenějších objektů ve vesmíru je speciálně zkonstruovaný Vesmírný dalekohled Jamese Webba, který pracuje od roku 2022. Dalekohled je speciálně odcloněný a ochlazený, aby teplo nerušilo citlivé snímkování v oboru infračerveného záření, do kterého je rudým posuvem prodlouženo záření nejstarších vesmírných objektů.

## Pozorovatelný vesmír v číslech
| Hodnota                      | Veličina   | Význam |
| ---------------------------- | ---------- | --- |
| 91,28 miliard světelných let | vzdálenost | průměr pozorovatelného vesmíru |
| 45,14 miliard světelných let | vzdálenost | poloměr pozorovatelného vesmíru skutečná nynější vzdálenost mezi Zemí a objekty, které vznikly z částic, od nichž pochází pozorované reliktní záření    |
| 28 miliard světelných let    | vzdálenost | zdánlivá vzdálenost dvou nejvzdálenějších zdrojů pozorovaného reliktního záření (se započítáním rychlosti světla, ale bez započítání rozpínání vesmíru) |
| 13,8 miliard světelných let  | vzdálenost | zdánlivá vzdálenost zdroje pozorovaného reliktního záření (se započítáním rychlosti světla, ale bez započítání rozpínání vesmíru)                       |
| 40 miliónů světelných let    | vzdálenost | vzdálenost mezi bodem v prostoru, kde se nyní nachází Země a částicemi, od nichž pochází reliktní záření, měřeno v době vyzáření                        |
| 13,8 miliard let             | čas        | stáří vesmíru doba, před kterou bylo vyzářeno reliktní záření                                                                                           |

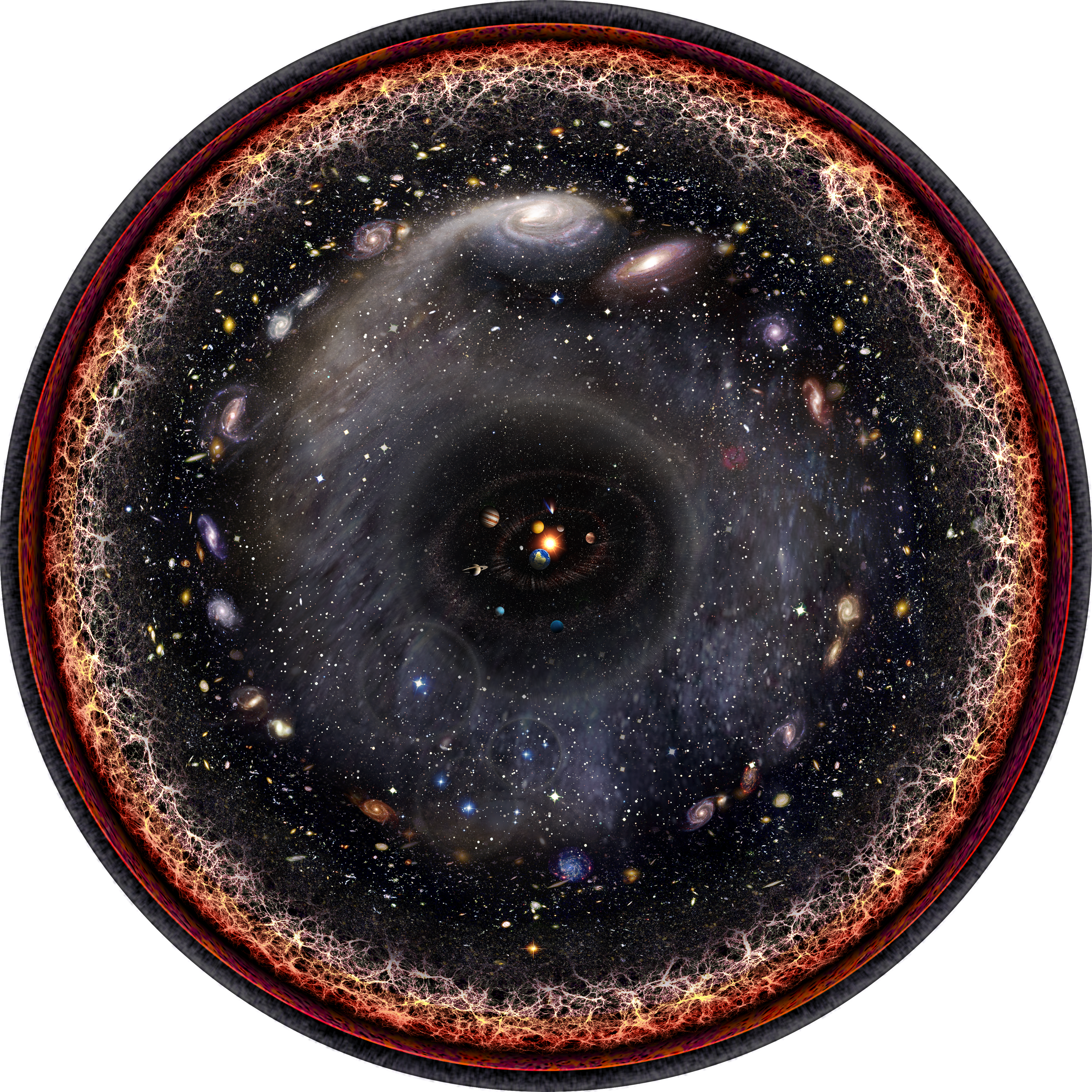
Pozorovatelný vesmír na logaritmické škále. Uprostřed je Sluneční soustava, směrem ke kraji Mléčná dráha, nejbližší galaxie, další struktury s naznačením rudého posuvu do infračerveného oboru, nejdále je červeně reliktní záření v oboru mikrovln.